# Niphona orientalis
Niphona orientalis är en skalbaggsart som beskrevs av Stefan von Breuning 1938. Niphona orientalis ingår i släktet Niphona och familjen långhorningar. Inga underarter finns listade i Catalogue of Life.